# 鮑曼 (加利福尼亞州)
鮑曼（英語：Bowman）是位於美國加利福尼亞州普萊瑟縣的一個非建制地區。該地的面積和人口皆未知。

## 地理
鮑曼的座標為38°56′31″N 121°02′51″W / 38.94194°N 121.04750°W，而該地的平均海拔高度為493米（即1617英尺）。